# Bitwa pod Bosworth
Bitwa pod Bosworth (także: bitwa pod Bosworth Field) – decydująca bitwa wojny Dwóch Róż. Rozegrała się 22 sierpnia 1485 roku pomiędzy królem Ryszardem III z rodu Yorków, ostatnim władcą Anglii z dynastii Plantagenetów, a Henrykiem Tudorem spokrewnionym z rodem Lancasterów, późniejszym Henrykiem VII. W bitwie, na skutek błędów taktycznych i opowiedzenia się części początkowo neutralnych chorągwi po stronie Henryka, poległ król Ryszard – trzeci i ostatni po podboju normańskim król Anglii, który zginął na polu walki.

## Preludium
W pierwszych dniach sierpnia 1485 roku Henryk Tudor wylądował w Milford Haven na czele 2 tys. francuskich najemników. Pozyskawszy dość znaczne posiłki w Walii i zachodniej Anglii pomaszerował ku centrum kraju, unikając jednak bezpośredniego starcia z Ryszardem i przechwycenia przez rojalistyczne siły braci Tomasza i Williama Stanleyów.
Gdy Henryk znalazł się w pobliżu Bosworth, jego armia wzrosła do około 5 tys. ludzi. Ryszard, na czele 10 tys., wymaszerował z Nottingham, dążąc do rozstrzygającego starcia. Nie wiedział, że Stanleyowie są w kontakcie z Henrykiem i nie będą się wahać zdradzić króla.

## Bitwa
W dniu bitwy oddziały Williama Stanleya zatrzymały się na wzgórzach na północny zachód od Bosworth, podczas gdy siły Tomasza odmaszerowały na południowy wschód. Tymczasem armie Ryszarda i Henryka rozwinęły się na równinie pomiędzy Sutton Cheney i Stanton. Król podzielił swe siły na trzy części: straż przednią prowadził książę Norfolk, oddział główny sam monarcha, straż tylną wiódł zaś Henryk Percy – hrabia Northumberland. Tudor dowództwo nad swymi wojskami powierzył hrabiemu Oxford.
Król wydał rozkaz ataku, gdy niespodziewanie całe prawe skrzydło – dowodzone przez Henryka Percy’ego – zbuntowało się, odmawiając walki. Gdy okazało się, że nadciągające właśnie na pole bitwy wojska Williama Stanleya przechodzą na stronę Henryka Tudora, uderzając na tyły oddziałów wiernych jeszcze królowi, Ryszard – na czele około setki oddanych sobie ludzi – ruszył do szaleńczej szarży, mając nadzieję albo dosięgnąć Henryka, albo zginąć, jak królowi przystało.
Jego odwaga nie zdała się na nic. Choć ciężkozbrojna jazda zmiotła przednie szeregi pocztu Henryka, zaś sam król dosięgnął toporem chorążego dzierżącego sztandar wroga, do walki dołączyły wojska Stanleya. Ryszard został wkrótce otoczony przez przeważające siły i zabity, zaś jego wojska poszły w rozsypkę – Norfolk zginął, a Northumberland poddał się. Jeden ze Stanleyów zabrał martwemu władcy koronę i nałożył ją zwycięskiemu Tudorowi na głowę. Bitwa trwała niecałą godzinę.

## Skutki
Śmierć Ryszarda zakończyła panowanie w Anglii dynastii Plantagenetów i spowodowała oddanie tronu na 118 lat dynastii Tudorów. W rezultacie bitwy, którą niektórzy historycy określają mianem ostatniej bitwy średniowiecza, panowanie rozpoczął nowy król Henryk VII Tudor.

## W kulturze
- W pierwszym odcinku serialu Czarna Żmija, Ryszard III zwyciężył w tej bitwie. Zginął później w wyniku tragicznego nieporozumienia. Przegrany Henryk Tudor został jednak królem, bo w późniejszych odcinkach dynastia Yorków nie uniknęła tragicznych wydarzeń.